# 恆春氣象站

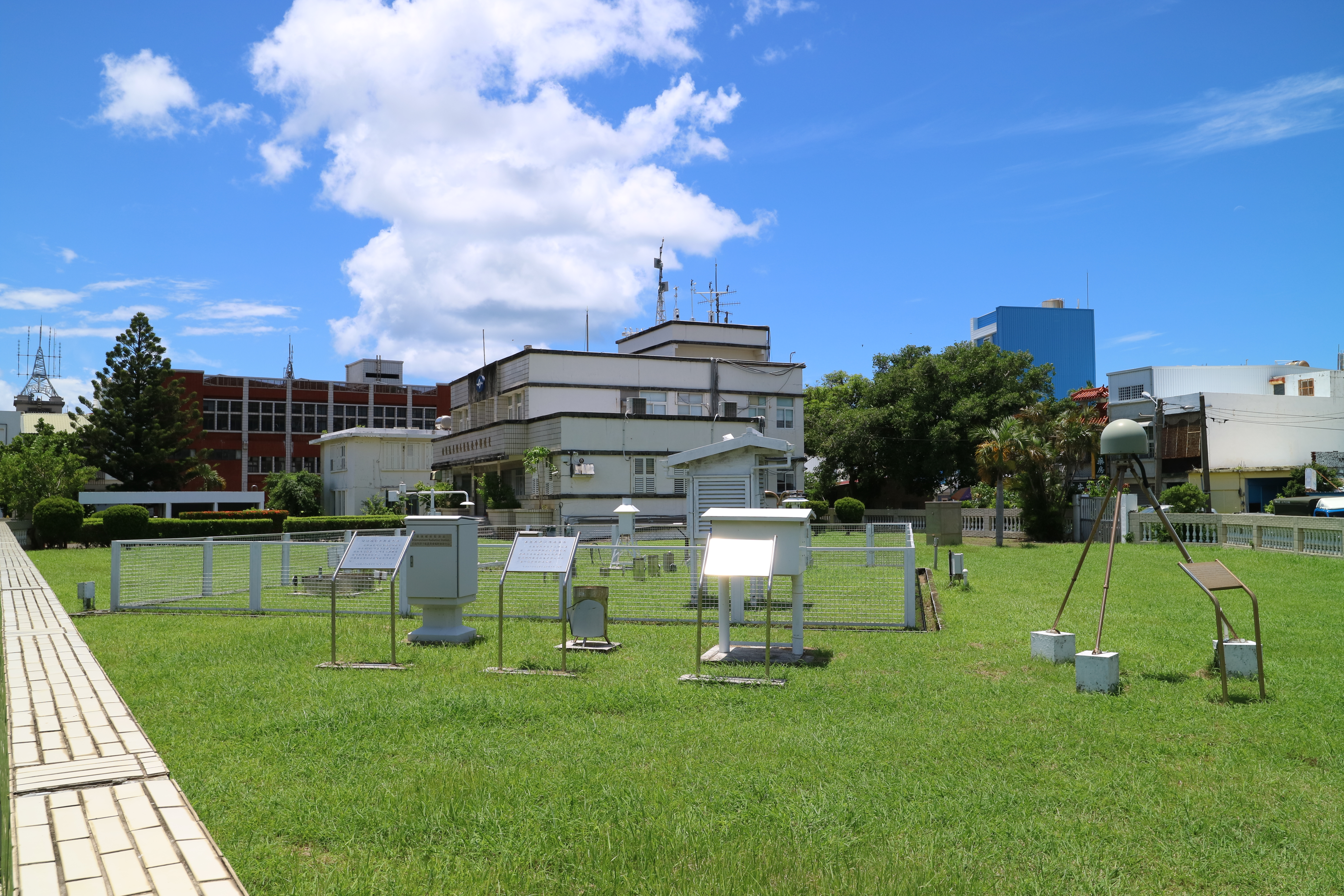
恆春氣象站觀測坪

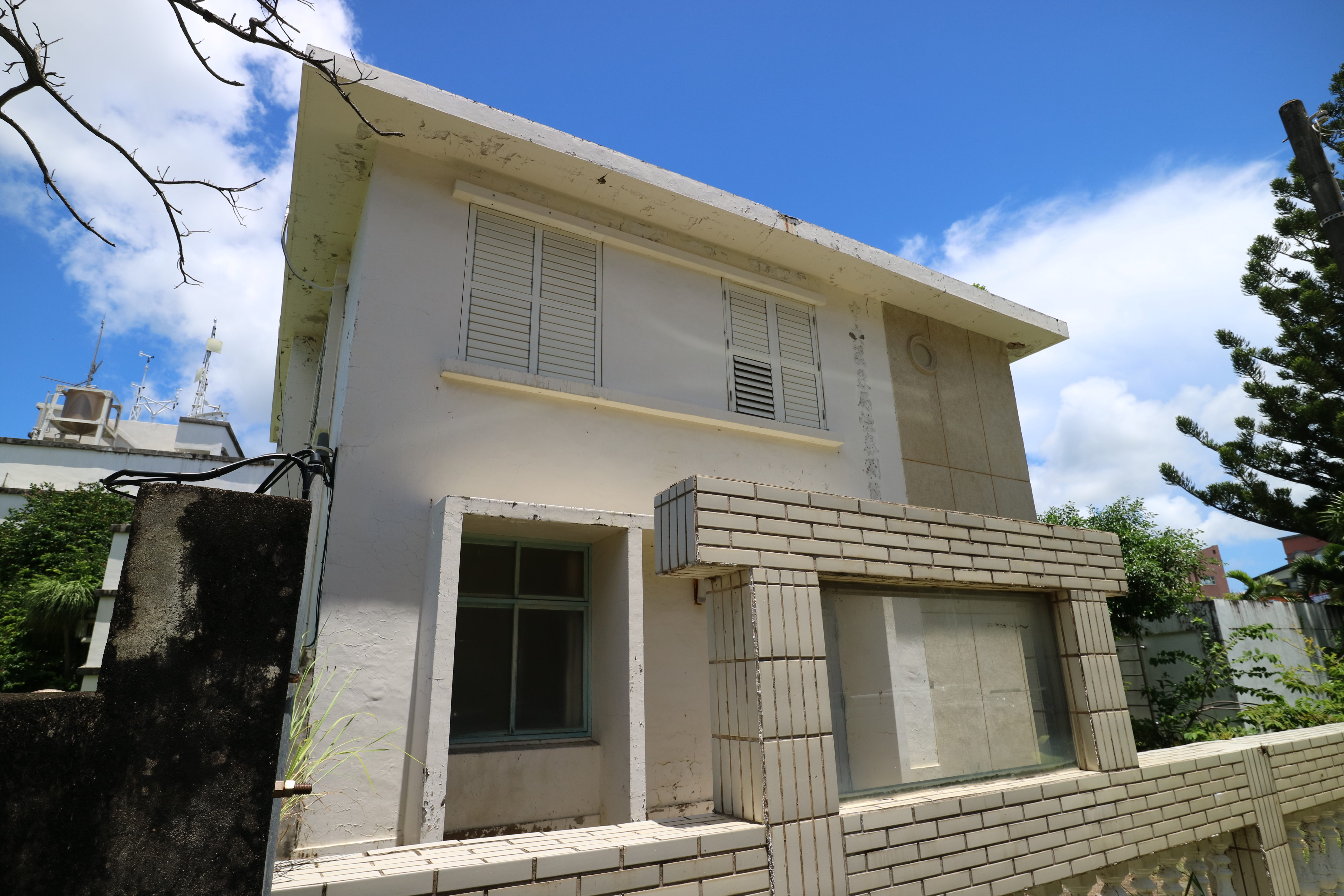
恆春氣象站舊辦公廳

恆春氣象站位於臺灣屏東縣恆春鎮，為交通部中央氣象署轄下的三等氣象測報機構，恆春氣象站成立於臺灣日治時期，是臺灣總督府最早成立的五座氣象測候所之一，也是當時臺灣本島最南端的氣象觀測站。

## 沿革

### 日治時期
1895年清朝政府因甲午戰爭戰敗，與大日本帝國簽訂馬關條約割讓臺灣島與澎湖群島等，並因應國際需求與南進發展，指派當時日本中央氣象台技手近藤抵臺勘查各地測候所設站地點。1896年7月12日臺灣總督府即以府令第21號，在全臺各地成立臺北、臺中、臺南、恆春，以及澎湖島等五座氣象觀測站，恆春測候所於1896年11月20日成立，成立初期臺灣總督府借用恆春當地的福德祠作為臨時辦公廳之用，並利用廟宇後方當地人稱為猴洞山的珊瑚礁高地作為觀測坪。
1897年恆春測候所增建宿舍一棟，同年10月1日起日照計設置完成加入觀測。1899年8月22日恆春測候所遭遇建站以來最大的暴風雨，造成風力計及多項觀測設備毀損。1901年8月4日臺南郵便局奉總督府之令，將原恆春郵便局的廳舍與宿舍等移撥給恆春測候所用，恆春測候所自此遷址至郵便局廳舍，並在9月1日起開始恆春地區的氣象預報服務。11月13日再將郵便局宿舍移交給恆春廳，11月24日測候所搬遷至恆春城內的西門街，並同時兼做為所員宿舍用。1902年4月26日自計式雨量計安裝完成。1905年11月25日自計式風力計安裝完成。
1905年12月25日恆春測候所新址恆春街四番地的廳舍落成，當天下午六時起在新廳舍展開氣象觀測任務，與舊測候所觀測坪相比，新測候所氣壓計設置高度為海拔23.6公尺，比舊測候所高3.1公尺，風力塔則矮2公尺。1907年所員宿舍新建一棟，8月13日臺北測候所寺本貞吉技手南下到恆春測候所增設大森式水平地動計一只。1908年2月11日自計式風信計裝設完成。1909年4月恆春測候所增設倉庫及廁所一棟，於4月10日竣工，經總督府土木局技師現場查驗後於隔天啟用。
1945年3月6日太平洋戰爭爆發期間，盟軍轟炸機在上午11時突然出現於恆春上空，並投下兩枚小型炸彈炸毀恆春測候所前方之武德殿，同時也造成測候所廳舍、官舍，以及風力塔等毀損，人員則平安，4月9日恆春測候所再度遭盟軍轟炸，當日下午3時40分盟軍B24轟炸機來襲，投下之小型炸彈命中恆春測候所周圍，造成宿舍、觀測設備、百葉箱等嚴重損壞，除航空氣象觀測外其餘觀測項目均停擺。5月26日到27日兩日盟軍轟炸機接連來襲，氣象觀測設備已全遭破壞，測候所人員為顧及安全，所有人員均暫時撤離至五里亭地區，並與大日本帝國海軍第二艦隊五里亭航空隊氣象班合署辦公。6月30日為避免剩餘氣象觀測設備遭炸毀，因此測候所人員將各設備拆分存放在五里亭各防空壕中，卻遭逢連日豪雨，防空壕被土石壓毀設備全部掩埋。

### 戰後至今
1945年8月15日大日本帝國無條件投降，第二次世界大戰結束，9月13日恆春測候所人員離開五里亭，回到原恆春街四番地辦公廳繼續辦理氣象觀測業務等待國民政府來臺接收。11月10日國民政府設立之臺灣行政長官公署轄下臺灣省氣象局接收恆春測候所，全銜改為臺灣省氣象局恆春測候所，12月11日氣象局技正王仁煜等四人代表臺灣省氣象局前來恆春測候所舉辦移交儀式。1948年臺灣省氣象局降編為臺灣省政府交通處氣象所，恆春測候所名稱不變，全銜更改。1965年9月10日臺灣省氣象所再度恢復為臺灣省氣象局，恆春測候所全銜改回。1971年7月1日臺灣省氣象局改隸屬於交通部轄下，恆春測候所全銜更改。1976年1月1日恆春測候所依中央氣象局依照附屬測站通則，轄下各氣象測報機構更名，恆春測候所更名為恆春氣象測站，並歸列為三等氣象測報機構。1989年8月1日再度更名為恆春氣象站。

## 建築結構
恆春氣象站於日治時期搬遷多次，直到1905年12月才完成永久氣象站址，永久站址之建築為一層樓木造覆瓦結構廳舍，總建築面積為21坪，風力塔同為兩層樓木造結構，外層再覆改亞鉛板，總建築面積2坪。1915年原木造風力塔拆除，改建為兩層樓鋼筋混凝土建築，建築面積2坪，樓高24尺6吋，為當時臺灣各地氣象觀測站中，使用鋼筋混凝土結構作為風力塔之始祖。1989年恆春氣象站改建為現今的鋼筋混凝土辦公廳舍。

## 編制
恆春氣象站依照中央氣象署三等氣象站之編制，設有主任一人，職員四人，作業方式採15小時輪班。

## 觀測項目

### 地面氣象觀測
恆春氣象站利用地面氣象自動測報系統，每日定時實施氣壓、氣溫、風向、風速、濕度、雲、天氣現象、降水、 日射、日照、能見度、蒸發量、地溫等氣象要素觀測，其中除了雲、天氣現象、蒸發量及地溫為人工觀測外，其他項目均採自動化觀測， 並經由署內網路系統，將蒐集資料及每小時電碼傳送回氣象署本部，以供天氣預報及分析之需要，同時透過查詢工作站方式統計氣候資料。

### 遙測系統
恆春氣象站設置有雨量站、氣象站、中繼站等16個，隨時監控枋山溪、楓港溪、四重溪等流域之降雨資料，透過網路系統傳送氣象局局本部； 若遇豪大雨時，立即通報氣象局局本部與澎東縣政府消防局等相關單位。

### 大氣污染觀測
恆春氣象站受原子能委員會之託，設置放射性污染偵測器，定期更換“感應體”寄回該委員會；另定時蒐取本站雨水樣品寄送本局，以供測析大氣污染程度。

### 地震觀測
恆春氣象站設有SMA1強震加速度儀、A-900強震儀、A-800強震儀，遇地震時，立即傳輸氣象署署本部地震測報中心，以供研判發布地震消息。

### 天氣預報
以中央氣象署署本部傳輸的天氣圖、衛星雲圖等各項資料，預報恆春當地24小時天氣；並轉報由氣象預報中心、海象測報中心，發布之各類天氣預報及特報、潮汐資料。

## 外部連結
- 交通部中央氣象署 恆春象站 （页面存档备份，存于）

1. 1 2  . 大紀元. 2016-11-11  [2020-08-24] （中文（臺灣））.
2. 1 2  . 大紀元. 2011-10-09  [2020-08-24]. （原始内容存档于2017-06-13） （中文（臺灣））.
3. ↑  交通部中央氣象署恆春氣象站編制表
4. ↑  . 交通部中央氣象署.   [2020-08-24]. （原始内容存档于2021-03-02） （中文（臺灣））.
5. ↑   (PDF). 中央氣象署.   [2020-08-10]. （原始内容存档 (PDF)于2018-05-18） （中文（臺灣））.